# Adelajda Kazimierzówna
Adelajda Kazimierzówna (ur. zapewne pod koniec lat 70. lub na początku lat 80. XII w., zm. 8 grudnia 1211) – księżniczka małopolska z dynastii Piastów.
Córka księcia krakowskiego i zwierzchniego księcia Polski, księcia sandomierskiego i mazowieckiego Kazimierza II Sprawiedliwego i Heleny, córki Konrada II znojemskiego z dynastii Przemyślidów.
Na podstawie inskrypcji na płycie nagrobnej w kościele dominikanów pw. św. Jakuba w Sandomierzu i dwóch przekazów Jana Długosza historycy ustalali pochodzenie i fakty z życia Adelajdy. Do czasów współczesnych w literaturze dominował pogląd zgodny ze źródłami w kwestii jej filiacji i roku śmierci. Według niego Adelajda była zmarłą w 1211 córką Kazimierza II Sprawiedliwego, jednakże nie erygowała klasztoru dominikanów w Sandomierzu, lecz była tamtejszą mniszką. W XIX w. pojawiła się teoria głosząca, że Piastówna była córką Kazimierza I kujawskiego, która wstąpiła do klasztoru dominikanów sandomierskich i zmarła w 1291. Pogląd ten przyjęty przez większość badaczy został zakwestionowany. Nowsza literatura uznała Adelajdę za córkę Kazimierza Sprawiedliwego, fundatorkę sandomierskiego kościoła, w którym po śmierci w 1211 została pochowana.

## Życiorys

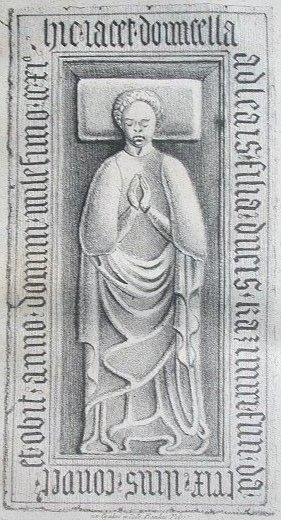
Płyta nagrobna Adelajdy

Jan Długosz przekazał, że Adelajda była córką Kazimierza Sprawiedliwego. Nie wiadomo, kiedy się urodziła. Fakt, iż nie wyszła za mąż ani nie wstąpiła do żadnego klasztoru, przemawia za domniemaniem, że zmarły w 1194 ojciec nie zdążył zadecydować o jej przyszłości. Data urodzenia: pod koniec lat 70. lub na początku lat 80. XII w. jest tylko przypuszczalna. Umownie wśród potomstwa Kazimierza Sprawiedliwego i Heleny znojemskiej Piastówna jest umieszczana na piątym miejscu, po Odonie, a przed Leszkiem Białym i Konradem I mazowieckim.
Geneza jej imienia nie jest jasna. W literaturze istnieją trzy domysły. Kazimierzówna mogła otrzymać imię po Adelajdzie, matce Salomei z Bergu a babce Kazimierza Sprawiedliwego, aczkolwiek odległość chronologiczna między śmiercią hrabiny Bergu a narodzinami Kazimierzówny jest znaczna. Wątpliwe też, aby babka wpisała się w pamięć osieroconego przez matkę w wieku 6 lat księcia. Gdyby rodzice Kazimierza Sprawiedliwego, Bolesław Krzywousty i Salomea z Bergu, mieli córkę o imieniu Adelajda, zmarłą w młodym wieku, niepoświadczoną przez źródła, której grób znajdowałby się w kraju, to właśnie po niej Kazimierzówna mogłaby otrzymać miano. Wreszcie jej imię mogło nawiązywać do Adelajdy Zbysławy, córki księcia wrocławskiego Bolesława Wysokiego, z którym Kazimierz Sprawiedliwy był przez kilka lat w sojuszu. W tym przypadku Piastówna musiałaby się urodzić między 1177 a 1184.
Adelajda była fundatorką kościoła pw. św. Jakuba w Sandomierzu, przy którym w 1226 biskup krakowski Iwo Odrowąż osadził dominikanów. Miała być także mniszką w klasztorze cysterek w Trzebnicy za rządów jego pierwszej opatki Petrissy.
Zmarła 8 grudnia 1211. Została pochowana w erygowanym przez siebie kościele.
Pod koniec XIV lub na początku XV w. ufundowano gotycką płytę nagrobną. Znajduje się na niej wyrzeźbiona wypukło postać kobiety ubranej w długą suknię i płaszcz, z głową opartą na poduszce, z rękoma złożonymi do modlitwy, wokół której zamieszczono inskrypcję w języku łacińskim: „hic iacet domicella adleais filia ducis kazimiri fundatrix ilius convet' et obit anno domini milesimo ccxi”. Tytuł fundatorki klasztoru na nagrobku, skąd wiedzę zaczerpnął Długosz, tłumaczy się pozostawieniem grobu Piastówny w przejętym przez dominikanów kościele i wynikłym z tego powodu błędem w źródle.

## Pogląd o kujawskim pochodzeniu

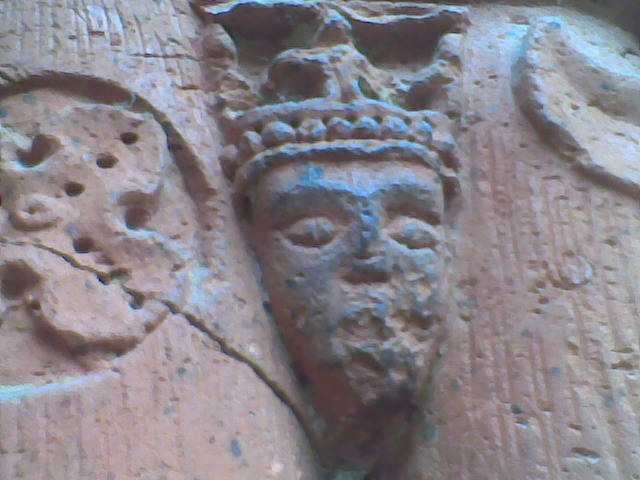
Wizerunek Adelajdy w drzwiach kościoła pw. św. Jakuba w Sandomierzu

W XIX w. pojawiła się w literaturze niezgodna z zachowanymi źródłami teoria dotycząca Adelajdy. Przyjęto, że pochowana w sandomierskim kościele dominikanów Kazimierzówna musiała być tamtejszą mniszką. Jako że konwent został powołany w 1226, stwierdzono, że nie mogła ona umrzeć w 1211. Uznano za mało prawdopodobną tezę, iż była córką Kazimierza Sprawiedliwego, ponieważ wówczas zdecydowałaby się na wstąpienie do klasztoru dopiero w wieku około 40 lat lub poprzednio żyła w innej regule zakonnej. Wobec wątpliwości przemawiających przeciw ojcostwu księcia krakowskiego część badaczy uznała Adelajdę za córkę Kazimierza I kujawskiego.
Ustalono, że urodzona krótko przed 7 kwietnia 1249 Adelajda pochodziła z drugiego małżeństwa księcia kujawskiego z Konstancją, córką księcia krakowskiego i śląskiego Henryka II Pobożnego. Po 1278 wstąpiła do zakonu dominikanów w Sandomierzu, znajdującego się na ziemiach jej rodzonego brata Leszka Czarnego. Tytuł fundatorki miał utrwalić się dzięki nadaniom na rzecz konwentu poczynionym przez nią samą lub dzięki jej wstawiennictwu przez Leszka. Zmarła 8 grudnia 1291, a rok 1211 na nagrobku tłumaczono pomyłką rzeźbiarza.
Ta akceptowana przez historyków wykładnia została zakwestionowana. Podano w wątpliwość interpretację przekazu Długosza, jakoby Adelajda była mniszką w klasztorze dominikanów, uzasadniając, że kobieta nie mogła być zakonnicą w męskim zgromadzeniu i że kronikarz wcale nie wspomniał o jej zakonnej profesji.
Kwestionując ten pogląd, wskazano także na brak bezpośredniego oparcia w ówczesnych źródłach przyjętych dat życia jak i filiacji. Adelajda nie mogła być córką Kazimierza I kujawskiego. Gdyby pochodziła z małżeństwa z Konstancją, zostałaby wymieniona w napisanej w 1300 (najpóźniej w 1301) Genealogii św. Jadwigi, w której wspominani są Kazimierzowice: Leszek Czarny i Ziemomysł inowrocławski wraz z potomstwem. Na niekorzyść tej filiacji świadczy fakt, iż wpływ na powstanie Genealogii miał franciszkanin wrocławski Henryk z Breny, siostrzeniec Kazimierza I, który nie pominąłby w opracowaniu swojej siostry ciotecznej. Ponadto w czasie pisania Genealogii opatką trzebnickiego klasztoru, będącego sanktuarium św. Jadwigi, była Konstancja, córka Ziemomysła Kazimierzowica. Gdyby natomiast Adelajda była córką księcia kujawskiego z małżeństwa z Eufrozyną opolską, wówczas co prawda nie byłaby wymieniona w Genealogii św. Jadwigi, ale zamiast do Sandomierza zostałaby oddana do któregoś z miejscowych klasztorów na Kujawach, gdzie znajdowałaby się pod opieką rodzonych braci.

## Genealogia
| Bolesław III Krzywousty ur. 20 VIII 1086 zm. 28 X 1138 | Bolesław III Krzywousty ur. 20 VIII 1086 zm. 28 X 1138 |                                                           |                                                           | Salomea z Bergu ur. 1093–1101 zm. 27 VII 1144 | Salomea z Bergu ur. 1093–1101 zm. 27 VII 1144 |  |  | Konrad II znojemski | Konrad II znojemski |                                                             |                                                             | Maria serbska | Maria serbska |
|                                                        |                                                        |                                                           |                                                           |                                               |                                               |  |  |                     |                     |                                                             |                                                             |               |               |
|                                                        |                                                        |                                                           |                                                           |                                               |                                               |  |  |                     |                     |                                                             |                                                             |               |               |
|                                                        |                                                        | Kazimierz II Sprawiedliwy ur. p. 28 X w 1138 zm. 5 V 1194 | Kazimierz II Sprawiedliwy ur. p. 28 X w 1138 zm. 5 V 1194 |                                               |                                               |  |  |                     |                     | Helena znojemska ur. zap. 1141–1150 zm. 2 IV w l. 1202–1206 | Helena znojemska ur. zap. 1141–1150 zm. 2 IV w l. 1202–1206 |               |               |
|                                                        |                                                        |                                                           |                                                           |                                               |                                               |  |  |                     |                     |                                                             |                                                             |               |               |
|                                                        |                                                        |                                                           |                                                           |                                               |                                               |  |  |                     |                     |                                                             |                                                             |               |               |
|                                                        |                                                        |                                                           |                                                           |                                               |                                               |  |  |                     |                     |                                                             |                                                             |               |               |

|  |  |  |  | Adelajda Kazimierzówna ur. na przeł. 70/80. XII w. zm. 8 XII 1211 |

Opracowanie na podstawie: K. Jasiński, Rodowód pierwszych Piastów, Poznań 2004; K. Jasiński, Rodowód Piastów małopolskich i kujawskich, Poznań – Wrocław 2001; The Premyslids (ang.), genealogy.euweb.cz, [dostęp 2011-09-20].